# Аберация (астрономия)
Вижте пояснителната страница за други значения на Аберация.
Аберацията е изместване на видимото положение на звезда, предизвикано от движението на Земята и крайната скорост на светлината. Ефектът е открит от Джеймс Брадли през 1728. Аберацията има два компонента – годишна аберация, дължаща се на движението на Земята около Слънцето, и денонощна аберация, дължаща се на въртенето на Земята около нейната ос.
Годишната аберация предизвиква изместване на видимото положение на звездата по елиптична крива в течение на годината. За звезди, намиращи се в равнината на еклиптиката, елипсата се изражда в отсечка. Ъгловото отклонение е равно на отношението на орбиталната скорост на Земята и скоростта на светлината (около 20,5").
Денонощната аберация е максимална, когато наблюдателят се намира на екватора. Там тя предизвиква изместване на видимото положение с около 0,32" на изток. На полюсите денонощна аберация не се наблюдава.